# 오카다 게이스케
오카다 게이스케(일본어: 岡田 啓介, 1868년 2월 14일 ~ 1952년 10월 17일)는 일본 제국 해군의 군인이자 정치인이다. 1934년 7월 8일부터 1936년 3월 9일까지 제31대 내각총리대신을 지냈다.

## 생애

### 해군 군인 시절
1868년 후쿠이 번사 오카다 기도타의 장남으로 태어났다. 1889년, 해군병학교를 졸업하고 청일 전쟁과 러일 전쟁에 참전하였으며, 1923년에 해군 차관, 1924년에 연합 함대 사령장관을 거쳐 1932년에는 해군 대신에 올랐다.

### 수상 취임

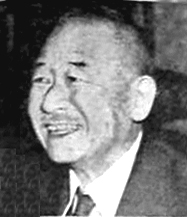
오카다 게이스케

1934년, 군부의 독재를 완화시킬 것이라는 기대 아래 내각총리대신 자리에 올랐다. 그러나, 재임 중 천황기관설을 둘러싼 문제가 일어나 오카다 내각을 노리는 육군의 황도파나, 미노다 무네키 등 히라누마 기이치로 주변의 극우 세력으로부터 공격받았다.

### 2·26 사건
2·26 사건 발생 첫날, 반란군은 오카다 수상을 살해하기 위해 수상 관저를 습격하였다. 그러나, 오카다는 가정부 방의 반침에 몸을 숨겨 위기를 모면했고, 반란군은 오카다와 혈연 관계는 없었지만, 생김새가 비슷했던 의제인 마쓰오 덴조를 오카다로 오인하고 살해하였다.
이 밖에 그는 2·26 사건으로 전임 내각총리대신 사이토 마코토, 다카하시 고레키요 재정부 장관을 잃어 큰 충격을 받았다. 당시 상황으로 봤을 때에 그에게는 명백한 책임이 없었지만 의지하고 있던 재정부 장관과 가족을 한꺼번에 잃은 일에 대해 크게 자책하고 있었다.
오카다는 총리 재임 중 여러 차례 불미스러운 사건이 일어난 것에 대한 책임을 지고 1936년 3월 9일에 내각총리대신 자리에서 물러났다.

## 같이 보기
- 오카다 내각

| 전임 사이토 마코토 | 제31대 내각총리대신 1934년 7월 8일 ~ 1936년 3월 9일 | 후임 히로타 고키 |

| 전임 오스미 미네오 | 일본 해군대신 1932년 5월 ~ 1933년 1월 | 후임 오스미 미네오 |